# 義村聡志
義村 聡志（よしむら さとし、1997年4月23日 - ）は、NHKのアナウンサー。

## 人物
京都府向日市出身。京都市立西京高等学校、京都大学文学部卒業後2021年入局。初任地は徳島放送局。

## 嗜好・挿話
- 小学校から大学まで野球漬けの毎日を送っていた[5]。京大野球部入部当初は投手兼外野手で、後に内野手に転向[4]。
- 徳島放送局赴任とNHKに入局する前であった大学時代は、徳島県で野球部による部活動の合宿を行っていた[5]。

## 出演
☆印は現在出演（担当）中。
徳島放送局時代（2021年度 - 2023年7月）
- 徳島県のニュース・中継・リポート
- とく6徳島（2021年6月 - 2023年7月）　- 中継等（不定期）
- あわとく（2021年6月 - 2023年7月） - リポーター等（不定期）

沖縄放送局時代（2023年8月 - ）
- ☆おきなわHOTeye（キャスター：2025年4月7日 - ）（豊田晴萌と隔週で担当）
  - 原大策の代理キャスター（2023年12月27日、2025年3月24日 - 27日）
- ☆沖縄県のニュース・中継・リポート
- ☆沖縄熱中倶楽部（不定期）
- 令和6年能登半島地震の災害報道対応による金沢放送局への応援
  - かがのとイブニング（2024年2月5日） - 羽咋市から中継リポート
  - 能登半島地震 ライフライン情報（2024年2月6日：全国放送） - 金沢市から中継リポート
  - かがのとイブニング（2024年2月6日） - 金沢市からリポート
  - 正午のニュース、かがのとイブニング（2024年2月7日） - 能登町から中継リポート
- 福岡放送局への応援
  - 九州・沖縄地方のニュース（2024年2月28日）
  - ニュース845福岡（2024年2月28日）
  - はっけんラジオ （日替りアナウンサー）
    - 「ドクター小野村のなるほど・日本初!臓器移植用ブタ・拒絶反応は?」（2024年2月28日）

  - ラジオニュース（九州沖縄、R1・FM）の泊まり勤務担当（2024年2月29日 - 3月1日） - 応援派遣要員[注釈 1]
- 戦後80年沖縄全戦没者追悼式（ラジオ進行：2025年6月23日）